# Passo del Foscagno
Il passo del Foscagno è un valico alpino delle Alpi Retiche occidentali che mette in comunicazione la valle di Livigno con la Valdidentro e la Valtellina. 
Il passo si trova a un'altezza di 2.291 m s.l.m. ed è raggiungibile tramite la strada statale 301 del Foscagno. Il passo rappresenta l'unica via che permette di raggiungere Livigno senza dover passare per la Svizzera (attraverso la valle di Poschiavo e la Forcola di Livigno o la galleria Munt La Schera).

## Descrizione
La prima strada carrozzabile venne realizzata per motivi militari dall'Ufficio fortificazioni di Brescia nel 1912-1914, ma per via delle sue caratteristiche era percorribile solo nei mesi estivi. Dal 1952, grazie all'impiego delle macchine spazzaneve e spargisale, è stato possibile mantenere il passo aperto anche nei mesi invernali. Prima della realizzazione della strada, il collegamento avveniva tramite una mulattiera lunga 25 km che collegava Livigno a Semogo (fraz. di Valdidentro). Al passo si trova la dogana (il territorio di Livigno è infatti zona extradoganale).

## Geografia
Da un punto di vista idrogeologico, il passo è lo spartiacque tra i bacini dell'Eno (e quindi del Danubio) a nord e dell'Adda (e quindi del Po) a sud. A conferma di ciò il fatto che i due più importanti corsi d'acqua che nascono nei pressi del passo (il Canale Torto e il Foscagno) afferiscono a due bacini differenti, rispettivamente quello del Mar Nero e del Mediterraneo, benché le loro sorgenti distino poche decine di metri l'una dall'altra.